# Steifgaze
Steifgaze ist ein siebartig-durchsichtiges Gaze aus Baumwoll-, Leinenwerg- oder Jutegarn, das meist durch Leim versteift wird. Es ist gewoben aus 13 bis 15 Fäden je cm. Das Gaze findet teilweise noch seine Verwendung in der Bekleidungsindustrie, beispielsweise zur Herstellung von alten Kostümröcken aus dem 19. Jahrhundert sowie zur Versteifung von Hutkrempen und Schirmmützen. Zudem kann es unter bestimmten Voraussetzungen in der Medizin als Verbandsmaterial zur Teilruhigstellung eingesetzt werden.
Eine besondere Form der Steifgaze ist Tarlatan.